# Heidulf Gerngross
Heidulf Gerngross (* 1939 in Kötschach) ist ein österreichischer Architekt, Künstler und Herausgeber einer Kulturzeitschrift.

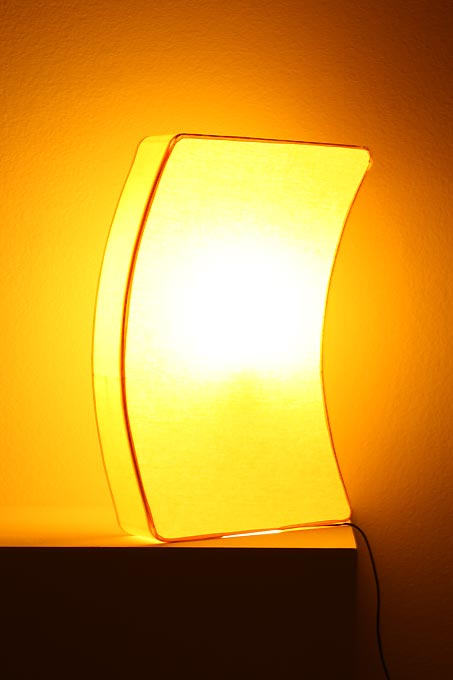
Heidulf Gerngross: Archiquantenlampe, gezeigt bei der Biennale für Lichtkunst Austria 2010

## Leben und Werk
Heidulf Gerngross wurde 1939 in Kötschach in Kärnten geboren. Er absolvierte Architekturstudien in Wien und Graz sowie ein Studium der Malerei in Tokio. Sein Postgraduate Studium (Urban Design) machte er an der UCLA Los Angeles, das er 1971 mit dem Master of Science in Urban Land Economics abschließen konnte. 1976 gründete er das Architekturbüro Gerngross-Richter mit Helmut Richter. Gemeinsam mit Robert Schwan gründete er das Gerngross Atelier, Der Gerngrossraum, Gerngross ST/A/D. Den Archiquanten (Architekturteilchen zur Proportionierung architektonischen Machens) erfand er 1995. Ein Jahr später erregte er mit einigen Projekten seiner Gerngross-Werkstatt Wien Aufsehen, darunter die 1. Wiener Loft-Siedlung und die Friedrich Kiesler Schule in Wien-Leopoldstadt. 2002 wurden seine Beiträge casa privata und aula discorsiva bei der Architektur-Biennale 2002 in Venedig gezeigt. Das Architekturmodell capella bianca wurde daraufhin vom MAK angekauft.
Seit 2003 ist Gerngross Herausgeber des Printmediums ST/A/R, Städteplanung, Architektur, Religion. Der Film Der Archistrator, Heidulf Gerngross von RAUM.FILM. Wien wurde 2004 im Topkino Wien der Öffentlichkeit vorgestellt.
2008 erhielt er den Preis der Stadt Wien für Architektur.
Heidulf Gerngross lebt und arbeitet in Wien und Melk. Mit drei Frauen hat Gerngross insgesamt sechs Kinder, die zwischen 1962 und 2006 geboren wurden.

## Wissenswertes

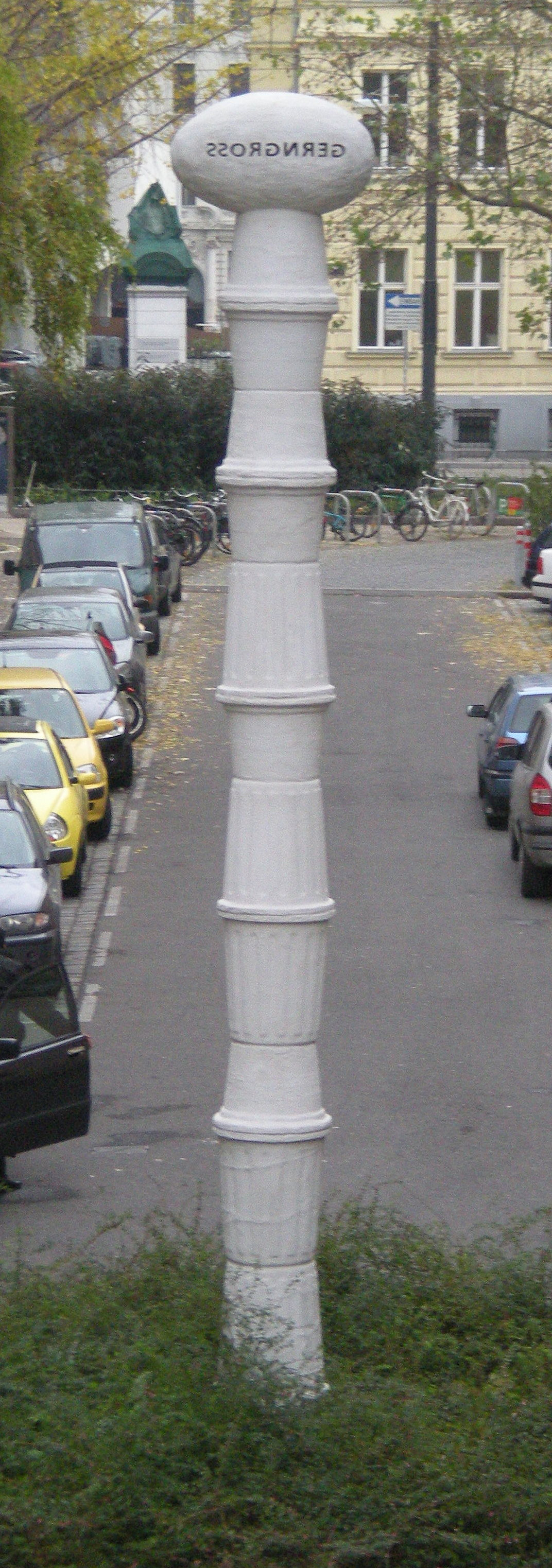
Gerngross-Säule von Franz West

Am 28. August 2007 wurde am Fuße der Rahlstiege in Wien eine Säule des Künstlers Franz West enthüllt, auf deren Spitze ein Ei thront. Auf diesem ist der Schriftzug Gerngross spiegelverkehrt angebracht. Der Schriftzug bezieht sich nicht auf das in der Nähe befindliche Kaufhaus Gerngross, sondern auf den Künstler Heidulf Gerngross.

## Ausstellungen, Lautsprecherlesungen, Architekturaktionen (Auszug)
- 1968–1978 Volksbuch-Raumalphabet (erster Computerroman der Welt)
- 1978 25 Jahre Ingeborg-Bachmann-Preis, Teilnahme; Kärnten
- 1979 Tonmonument. Teilnahme am Steirischen Herbst gemeinsam mit Valie Export und Helmut Richter
- 1980 Volksbuch Ars Electronica, Linz
- 1993 Weinviertler Fotowochen (1989–1993). Eine Zwischenbilanz. Niederösterreichisches Landesmuseum
- 2001 liquid künstlerhaus Wimmer – Cooper – Gerngross, Künstlerhaus, Wien
- 2001 Heidulf Gerngross, Architekturperformance, MUMOK (Museum moderner Kunst Stiftung Ludwig), Wien
- 2002 8. Internationale Architektur-Biennale, Venedig; Ankauf der „Capella Bianca“ Ausstellungsstück Biennale in Venedig 2002 (Architekturmodell) durch die MAK-Sammlung für Gegenwartskunst[6]
- 2003 ST/A/R Präsentation, ArchitekturZentrum Wien
- 2003 A Design now: Contemporary Design in Austria, Austrian Cultural Forum, New York
- Franz West im Gespräch mit Heidulf Gerngross, Kunsthaus Bregenz
- 2004, Niemandsland. Modelle für den öffentlichen Raum Künstlerhaus Wien
- ST/A/R-Zeitungspräsentation. Museum für angewandte Kunst, MAK, Wien
- 2005 Die Enzyklopädie der wahren Werte, forum experimentelle architektur, Künstlerhaus Wien
- ARTmART 2007, Künstlerhaus Wien
- 2008 Die Wiener Kunstszene kommt nach Linz mit dabei ein paar Russen, Galerie ARTPARK Linz
- 2009 Das Spiel der Mächtigen. Heidulf Gerngross archistriert Franz Wests Nageltower. MAK Wien[7][8]
- 2010 Postsuprematistische Datenblätter – Friedrich und Lilian Kiesler-Privatstiftung, Wien[9]

## Ehemalige Mitarbeiter
- Andreas Mühlbauer[10]
- Harald Roser